# Eruguera d'espatlles vermelles
L'eruguera d'espatlles vermelles (Campephaga phoenicea) és una espècie d'ocell de la família dels campefàgids (Campephagidae) que habita boscos, sabanes i matolls del Senegal, Gàmbia, sud de Mali, Guinea Bissau, Guinea, Sierra Leone, Libèria, Costa d'Ivori, Ghana, Togo, Benín, Burkina Faso, Nigèria, Camerun, República Centreafricana, el Txad, sud del Sudan, Etiòpia, Eritrea, República del Congo, nord d'Angola, sud-oest, nord i nord-est de la República Democràtica del Congo, Uganda i nord-oest de Kenya.